# EverLast
エバーラスト（EVERLAST、Ever Last、エヴァーラスト、エバラス） は、日本のニュースクール・ハードコアバンド。

## 概要
1999年結成。State Craft、BIRTHPLACE、Endzweck、LOYAL TO THE GRAVEらと共に、MAメタルやメロデスを感じさせるニュースクール・ハードコアの先駆者的存在として、日本ニュースクール・ハードコア黎明期を支えた。愛称は“暗黒の堕天使”。2003年解散。

## メンバー
- Vo.die (EverLast→THE LIZARD SKIN→ALICE SEX REQUIEM)[1][2]
dai himei。姫井ダイ。作詞やコンセプトは彼によるもの。2002年5月25日の川崎クラブチッタ公演を以って脱退。脱退後はザ・リザードスキンを結成する。

- Gt.MAKIOKA 
メインコンポーザー。ほぼ全ての楽曲の作曲を担当。上手ギター。メンバー内最年少。

- Gt.HIDEYUKI (ART MARJU DUCHAIN→EverLast→DRUMKAN,TRIBAL CHAIR,The Florist,HALORING)[3][4]
Hideyuki Sunaga。K2O。2ndデモテープリリース後に加入。キャリアが長くまだ若かった他のメンバーを支えた。下手ギター。メンバー内最年長。後にベースへ転向。

- Ba.HIDEKAZU (EverLast→OCEANLANE→emu)[5][6]
Ho Lee Kwen。あまりにも激しいステージングが特徴的。ライブ後に救急車で運ばれるほどだった。コーラスを担当しdie脱退後はボーカルに転向する。解散後はOCEANLANEやemuで活動する。

- Dr.MASAYA (EverLast→OCEANLANE→emu)[5][6]
ドラム担当。HOLYKEEPERやLOYAL TO THE GRAVEでもプレイしていた。解散後はOCEANLANEやemuで活動する。

## 略歴
- 1999年02月 - die(Vo) MASAYA(Dr)を中心に結成。
- 1999年08月 - 「EVERLAST demo99」50本限定配布。
- 1999年11月 - 本格的に活動開始し全国で精力的なライブ活動を行う。
- 2000年02月 - Free-WillよりリリースされたVA「COME ACROSS THE TREMENDOUS STRENGTH」に1曲参加。
- 2000年02月 - 「EVERLAST demo2000」発売。新人バンドとしては異例の3000本近くを売り上げる。
- 2000年08月 - Fall Silent ジャパンツアー 下北沢CLUB251公演のサポートアクトを務める。
- 2001年03月 - ONE KING DOWN ジャパンツアー 渋谷ON AIR WEST公演のサポートアクトを務める。
- 2001年04月 - 14AllよりリリースされたVA「EXPRESS OUR WILL 2」に「Betrayed Bloody Play」で参加。
- 2001年07月 - AFTeRSHOCK ジャパンツアー 渋谷ON AIR WEST公演のサポートアクトを務める。
- 2001年08月 - 大阪BAYSIDE JENNYにて行われた伝説的イベント"HARD CORE PRIDE 3"に出演。
- 2001年08月 - LOUD PARKの前身となるBEAST FEAST 2001中夜祭 "BEAST FEAST NIGHTMARE"に出演。SKINLESS, DEVIATE等と共演。
- 2001年11月 - GRADE ジャパンツアー 新宿ロフト公演のサポートアクトを務める。
- 2001年11月 - IMPERIUM RECORDINGS/HOWLING BULLより1stフルアルバム「FRAGMENTS OF THE MEMORIES OF A GIRL」発売。2000枚を超えるセールスを記録。[7]
- 2002年01月 - 「FRAGMENTS OF THE MEMORIES OF A GIRL」 RELEASE PARTYを下北沢CLUB251で開催。当日は交通機関を麻痺させる程の大雪に見舞われたが多くのファンが詰めかけた。2曲入りのデモテープを入場者へ無料配布。
- 2002年04月 - HOWLING BULLよりリリースされたVA「ENTER THE BEAST FEAST」に「FORBIDDEN GARDEN」で参加。
- 2002年05月 - OUT TA BOMBよりリリースされたVA「TOKYO HARDCORE DOCUMENTARY VHS」に「Betrayed Bloody Play」で参加。ライブ映像を収録。
- 2002年05月 - 川崎クラブチッタにて行われた「THE SHOWCASE SPECIAL」に出演。本公演を以ってdie(Vo)が脱退する。
- 2002年07月 - B.M ProductionよりリリースされたVA「VHS HARD CORE PRIDE 3 2001.8.18 大阪BAYSIDE JENNY」に参加。ライブ映像を収録。
- 2002年09月 - ALLIANCE TRAXよりリリースされたVA「the document」に「dyed in black...」で参加。[8]
- 2002年12月 - BEAST FEAST 2002前夜祭 "Club BEAST FEAST"に出演。Killswitch Engage,Burnt by the Sun等と共演。
- 2003年03月 - 渋谷サイクロン公演を以って解散。
- 2005年12月 - メンバー共通の友人の結婚を祝う為に、熊谷HEAVEN'S ROCKにてオリジナルメンバーであるdie(Vo)も参加し一夜限りの再結成を果たす。

## ディスコグラフィ

### デモテープ
- EVERLAST demo99 （1999年08月）
  1. gray wall is me
- EVERLAST demo2000 （2000年02月）
  1. EYES BREAKING THE MORALITY
  2. NIGHT OF FREEDOM
  3. DESPAIR MOON
- 2002.01.12 下北沢CLUB251 無料配布デモテープ（2002年01月）
  1. Betrayed Bloody Play  ※VA「EXPRESS OUR WILL 2」と同一のテイク
  2. Sin After Sin  ※アルバムとは異なるテイクとなっている。

### アルバム
- FRAGMENTS OF THE MEMORIES OF A GIRL （2001年11月07日）
  1. Forbidden Garden
  2. Betrayed Bloody Play
  3. Sin After Sin
  4. Intro
  5. Night of Freedom
  6. Maria
  7. Uterine Gallows
  8. Welcome to My Sweet Death
  9. From the New Born Pain

### オムニバス
- COME ACROSS THE TREMENDOUS STRENGTH （2000年02月）
- EXPRESS OUR WILL 2 （2001年04月）
- ENTER THE BEAST FEAST （2002年04月）
- the document （2002年09月）

### 映像作品
- TOKYO HARDCORE DOCUMENTARY VHS （2002年05月）
- VHS HARD CORE PRIDE 3 2001.8.18 大阪BAYSIDE JENNY （2002年07月）